# Znaki informacyjne

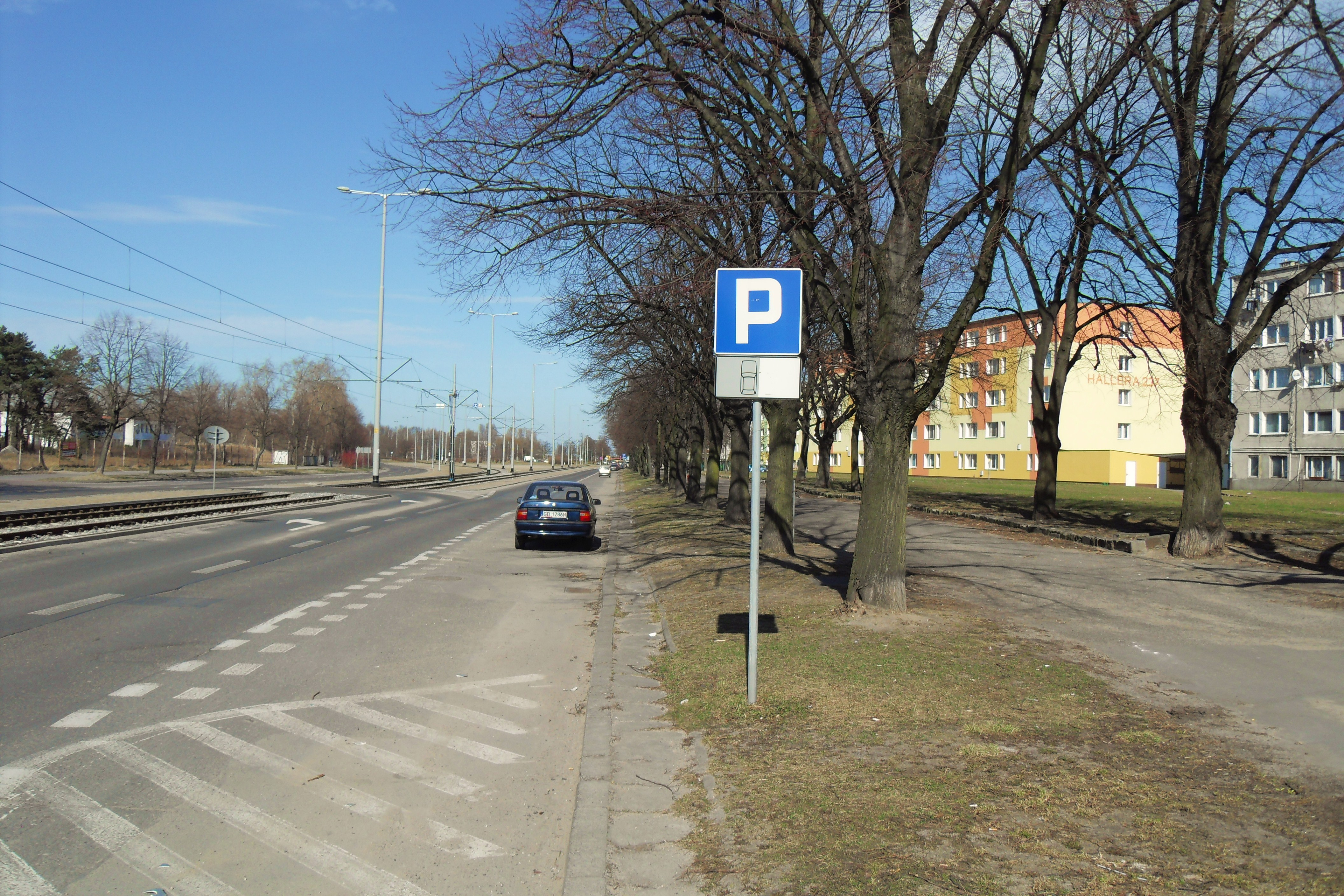
Znak informacyjny D-18 „parking” z tabliczką T-30i „tabliczka wskazująca postój całego pojazdu na jezdni równolegle do krawężnika”

Znaki informacyjne – znaki drogowe wyrażające informacje o rodzaju drogi, sposobie korzystania z drogi oraz informujące o obiektach znajdujących się przy drodze lub w jej pobliżu.
W Polsce znaki informacyjne określa Rozporządzenie w sprawie znaków i sygnałów drogowych (Dz.U. z 2019 r. poz. 2310), a zakres ich stosowania – załącznik nr 1 do Rozporządzenia w sprawie szczegółowych warunków technicznych dla znaków i sygnałów drogowych oraz urządzeń bezpieczeństwa ruchu drogowego i warunków ich umieszczania na drogach (Dz.U. z 2019 r. poz. 2311). Mają kształt prostokąta z granatową obwódką i białym tłem (nawet obrazem gdy tylko jest sama granatowa jest tarcza) lub z białym tłem i czarnym obrazem. W całej Europie stosowany jest jednolity system symboli zgodny z Konwencją wiedeńską o znakach i sygnałach drogowych z 1968 r. (Dz.U. z 1988 r. nr 5, poz. 42).
Pod znakami informacyjnymi mogą być umieszczone różne tabliczki z określonymi informacjami. Informacje te nie mogą być umieszczane bezpośrednio na znaku.

## Opisy znaków
| Tarcza znaku | Informacja                                          |
| ------------ | --------------------------------------------------- |
|              | D-13b: początek pasa ruchu na jezdni dwukierunkowej |

| Tarcza znaku | Informacja                                |
| ------------ | ----------------------------------------- |
|              | D-25a: poczta z ogólnodostępnym telefonem |

| Tarcza znaku | Informacja                                                                           |
| ------------ | ------------------------------------------------------------------------------------ |
|              | D-34b: zbiorcza tablica informacyjna (z jednorzędowym układem znaków informacyjnych) |

| znak | Informacja                                                                 |
| ---- | -------------------------------------------------------------------------- |
|      | D-48: zmiana pierwszeństwa z trójkątem wskazujący skrzyżowanie równorzędne |
|      | D-48a: zmiana pierwszeństwa z trójkątem wskazujący wlot podporządkowany    |

## Informacje
- na znakach dotyczących komunikacji zbiorowej takich jak D-15: przystanek autobusowy, D-16: przystanek trolejbusowy i D-17: przystanek tramwajowy nie dopuszcza się umieszczania dodatkowych napisów lub symboli[15]:
  - logo lub nazwę przewoźnika, np. MPK, MZK, ZKM, ZTM, MKS, WPK, PKS itp. lub jego symbol;
  - rodzaj przystanku, np. na żądanie, techniczny, tymczasowy, początkowy, końcowy lub krańcowy, nieczynny, szkolny, dla wsiadających, dla wysiadających itp.;
  - nazwę lub numer przystanku;
  - oznaczenia numerów linii na którym się zatrzymują.